# Campeonato Mundial de Ciclismo de Montaña – Campo a través femenino
La prueba de campo a través femenino del Campeonato Mundial de Ciclismo de Montaña se disputa desde 1990. A continuación se muestran las ganadoras de medalla de todas las ediciones.

## Palmarés

### Distancia estándar
| Núm.   | Año  | Sede                               | Oro                              | Plata                            | Bronce                         |
| ------ | ---- | ---------------------------------- | -------------------------------- | -------------------------------- | ------------------------------ |
| I      | 1990 | Durango ( Estados Unidos)          | Juliana Furtado Estados Unidos   | Sara Ballantyne Estados Unidos   | Ruth Matthes Estados Unidos    |
| II     | 1991 | Barga · ( Italia)                  | Ruth Matthes Estados Unidos      | Eva Orvošová · Eslovaquia        | Silvia Fürst · Suiza           |
| III    | 1992 | Bromont · ( Canadá)                | Silvia Fürst · Suiza             | Alison Sydor · Canadá            | Ruth Matthes Estados Unidos    |
| IV     | 1993 | Métabief ( Francia)                | Paola Pezzo · Italia             | Jeannie Longo Francia            | Ruth Matthes Estados Unidos    |
| V      | 1994 | Vail ( Estados Unidos)             | Alison Sydor · Canadá            | Susan DeMattei Estados Unidos    | Sara Ballantyne Estados Unidos |
| VI     | 1995 | Kirchzarten · ( Austria)           | Alison Sydor · Canadá            | Silvia Fürst · Suiza             | Chantal Daucourt · Suiza       |
| VII    | 1996 | Cairns ( Australia)                | Alison Sydor · Canadá            | Ruth Matthes Estados Unidos      | Maria Paola Turcutto · Italia  |
| VIII   | 1997 | Château-d'Œx · ( Suiza)            | Paola Pezzo · Italia             | Nadia De Negri · Italia          | Margarita Fullana · España     |
| IX     | 1998 | Mont-Sainte-Anne · ( Canadá)       | Laurence Leboucher Francia       | Gunn-Rita Dahle · Noruega        | Alison Sydor · Canadá          |
| X      | 1999 | Åre · ( Suecia)                    | Margarita Fullana · España       | Alison Sydor · Canadá            | Paola Pezzo · Italia           |
| XI     | 2000 | Sierra Nevada · ( España)          | Margarita Fullana · España       | Alison Sydor · Canadá            | Paola Pezzo · Italia           |
| XII    | 2001 | Vail ( Estados Unidos)             | Alison Dunlap Estados Unidos     | Alison Sydor · Canadá            | Sabine Spitz · Alemania        |
| XIII   | 2002 | Kaprun · ( Austria)                | Gunn-Rita Dahle · Noruega        | Anna Szafraniec · Polonia        | Sabine Spitz · Alemania        |
| XIV    | 2003 | Lugano · ( Suiza)                  | Sabine Spitz · Alemania          | Alison Sydor · Canadá            | Irina Kalentieva · Rusia       |
| XV     | 2004 | Les Gets ( Francia)                | Gunn-Rita Dahle · Noruega        | Maja Włoszczowska · Polonia      | Alison Sydor · Canadá          |
| XVI    | 2005 | Livigno · ( Italia)                | Gunn-Rita Dahle · Noruega        | Maja Włoszczowska · Polonia      | Petra Henzi · Suiza            |
| XVII   | 2006 | Rotorua ( Nueva Zelanda)           | Gunn-Rita Dahle Flesjå · Noruega | Irina Kalentieva · Rusia         | Marie-Hélène Prémont · Canadá  |
| XVIII  | 2007 | Fort William ( Reino Unido)        | Irina Kalentieva · Rusia         | Sabine Spitz · Alemania          | Wang Jingjing China            |
| XIX    | 2008 | Val di Sole · ( Italia)            | Margarita Fullana · España       | Sabine Spitz · Alemania          | Irina Kalentieva · Rusia       |
| XX     | 2009 | Camberra ( Australia)              | Irina Kalentieva · Rusia         | Lene Byberg · Noruega            | Willow Koerber Estados Unidos  |
| XXI    | 2010 | Mont-Sainte-Anne · ( Canadá)       | Maja Włoszczowska · Polonia      | Irina Kalentieva · Rusia         | Willow Koerber Estados Unidos  |
| XXII   | 2011 | Champéry ( Francia)                | Catharine Pendrel · Canadá       | Maja Włoszczowska · Polonia      | Eva Lechner · Italia           |
| XXIII  | 2012 | Leogang / Saalfelden · ( Austria)  | Julie Bresset Francia            | Gunn-Rita Dahle Flesjå · Noruega | Georgia Gould Estados Unidos   |
| XXIV   | 2013 | Pietermaritzburg ( Sudáfrica)      | Julie Bresset Francia            | Maja Włoszczowska · Polonia      | Esther Süss · Suiza            |
| XXV    | 2014 | Hafjell / Lillehammer · ( Noruega) | Catharine Pendrel · Canadá       | Irina Kalentieva · Rusia         | Lea Davison Estados Unidos     |
| XXVI   | 2015 | Vallnord · ( Andorra)              | Pauline Ferrand-Prévot Francia   | Irina Kalentieva · Rusia         | Yana Belomoina · Ucrania       |
| XXVII  | 2016 | Nové Město · ( República Checa)    | Annika Langvad Dinamarca         | Lea Davison Estados Unidos       | Emily Batty · Canadá           |
| XXVIII | 2017 | Cairns ( Australia)                | Jolanda Neff · Suiza             | Annie Last Reino Unido           | Pauline Ferrand-Prévot Francia |
| XXIX   | 2018 | Lenzerheide · ( Suiza)             | Kate Courtney Estados Unidos     | Annika Langvad Dinamarca         | Emily Batty · Canadá           |
| XXX    | 2019 | Mont-Sainte-Anne · ( Canadá)       | Pauline Ferrand-Prévot Francia   | Jolanda Neff · Suiza             | Rebecca McConnell Australia    |
| XXXI   | 2020 | Leogang · ( Austria)               | Pauline Ferrand-Prévot Francia   | Eva Lechner · Italia             | Rebecca McConnell Australia    |
| XXXII  | 2021 | Val di Sole · ( Italia)            | Evie Richards Reino Unido        | Anne Terpstra · Países Bajos     | Sina Frei · Suiza              |
| XXXIII | 2022 | Les Gets ( Francia)                | Pauline Ferrand-Prévot Francia   | Jolanda Neff · Suiza             | Haley Batten Estados Unidos    |
| XXXIV  | 2023 | Glasgow ( Reino Unido)             | Pauline Ferrand-Prévot Francia   | Loana Lecomte Francia            | Puck Pieterse · Países Bajos   |
| XXXV   | 2024 | Pal Arinsal · ( Andorra)           | Puck Pieterse · Países Bajos     | Anne Terpstra · Países Bajos     | Martina Berta · Italia         |

### Distancia corta
| Núm.     | Año  | Sede                     | Oro                            | Plata                          | Bronce                          |
| -------- | ---- | ------------------------ | ------------------------------ | ------------------------------ | ------------------------------- |
| I – XXXI | —    | No realizado             | No realizado                   | No realizado                   | No realizado                    |
| XXXII    | 2021 | Val di Sole · ( Italia)  | Sina Frei · Suiza              | Evie Richards Reino Unido      | Pauline Ferrand-Prévot Francia  |
| XXXIII   | 2022 | Les Gets ( Francia)      | Pauline Ferrand-Prévot Francia | Alessandra Keller · Suiza      | Gwendalyn Gibson Estados Unidos |
| XXXIV    | 2023 | Glasgow ( Reino Unido)   | Pauline Ferrand-Prévot Francia | Puck Pieterse · Países Bajos   | Evie Richards Reino Unido       |
| XXXV     | 2024 | Pal Arinsal · ( Andorra) | Evie Richards Reino Unido      | Pauline Ferrand-Prévot Francia | Jenny Rissveds · Suecia         |

## Medallero histórico
- Actualizado a Pal Arinsal 2024 (incluye la prueba de carrera corta, realizada desde el Mundial de 2021).

| Núm. | País           | Oro | Plata | Bronce | Total |
| ---- | -------------- | --- | ----- | ------ | ----- |
| 1    | Francia        | 10  | 3     | 2      | 15    |
| 2    | Canadá         | 5   | 5     | 5      | 15    |
| 3    | Estados Unidos | 4   | 4     | 10     | 18    |
| 4    | Noruega        | 4   | 3     | 0      | 7     |
| 5    | Suiza          | 3   | 4     | 5      | 12    |
| 6    | España         | 3   | 0     | 1      | 4     |
| 7    | Rusia          | 2   | 4     | 2      | 8     |
| 8    | Italia         | 2   | 2     | 5      | 9     |
| 9    | Reino Unido    | 2   | 2     | 1      | 5     |
| 10   | Polonia        | 1   | 5     | 0      | 6     |
| 11   | Países Bajos   | 1   | 3     | 1      | 5     |
| 12   | Alemania       | 1   | 2     | 2      | 5     |
| 13   | Dinamarca      | 1   | 1     | 0      | 2     |
| 14   | Eslovaquia     | 0   | 1     | 0      | 1     |
| 15   | Australia      | 0   | 0     | 2      | 2     |
| 16   | China          | 0   | 0     | 1      | 1     |
| 16   | Suecia         | 0   | 0     | 1      | 1     |
| 16   | Ucrania        | 0   | 0     | 1      | 1     |
|      | TOTAL          | 39  | 39    | 39     | 117   |